# Conde da Nortúmbria

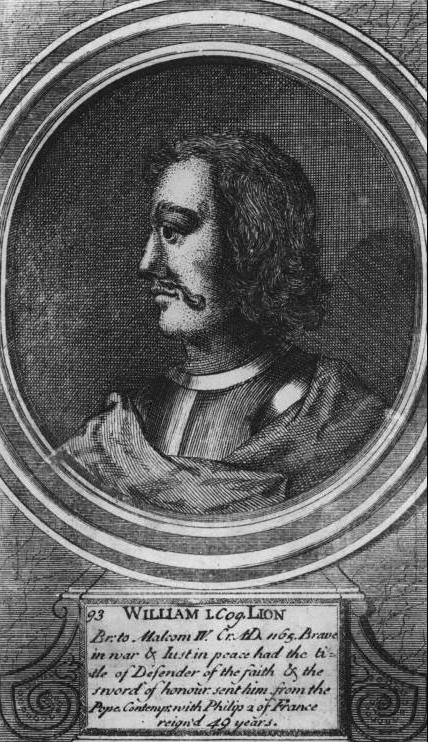
Guilherme I da Escócia foi conde de Nortúmbria até 1157, quando foi destituído por Henrique II de Inglaterra

Conde de Nortúmbria foi um título nobiliárquico durante o período do início anglo-normando na Inglaterra anglo-dinamarquesa, no final do período anglo-saxão. O Condado de Nortúmbria foi o sucessor do Condado de Bamburgo. No século VII, os reinos anglo-saxões de Bernícia e Deira estavam unidos no reino de Nortúmbria, mas este foi destruído pelos viquingues em 867. Nortúmbria do Sul, a antiga Deira, em seguida, tornou-se o Reino de Iorque, enquanto condes ingleses governavam o antigo reino do norte de Bernícia de sua base em Bamburgo. A parte norte da Bernícia foi perdida para os escoceses, provavelmente no final do século X. Em 1006, Utredo, o Temerário era conde de Bamburgo, e Etelredo, o Despreparado o nomeou conde de Iorque, bem como reuniu a área de Nortúmbria ainda sob controle inglês em um único condado.
Utredo foi assassinado em 1016, e Canuto então nomeou Eirik Håkonsson conde de Nortúmbria em Iorque, mas a dinastia de Utredo manteve Bernícia até 1041, quando o condado foi novamente unido. Um descendente de Utredo, Gospatrico, foi nomeado conde por Guilherme, o Conquistador em 1067, mas o rei normando o expulsou em 1072. Gospatrico então recebeu terras na Escócia, e seus descendentes se tornaram condes de Dunbar. O condado de Nortúmbria foi desfeito no início do período normando e dissolvido nos condados de Iorque e Northumberland, com muitas terras indo para o príncipe-bispado de Durham.
Os condes foram:
- Utredo, o Temerário (1006–1016), conde de toda Nortúmbria;
- Eirik Håkonsson (1016–1023), apenas conde de Iorque;
- Sivardo (1031–1055), sem subordinados em Bernícia a partir de 1041;
- Tostigo (1055–1065);
- Morcar (1065–1066);
- Copsi (1067);
- Osulfo II (1067);
- Gospatrico (1067–1068);
- Roberto de Comines (1068–1069).

Vacante durante o Massacre do Norte até ...
- Gospatrico (1070–1072),[2] de novo;
- Valdevo II (1072–1075);
- Guilherme Walcher (1075–1080), também príncipe-bispo de Durham;
- Aubrey de Coucy (1080–1086);
- Roberto de Mowbray (1086–1095).

Vacante até Estêvão ser pressionado por David I da Escócia para conceder o título a ...
- Henrique da Escócia, 1139–1152;
- Guilherme, o Leão, 1152–1157;
  - Privados de título e terras por Henrique II de Inglaterra, 1157.

Comprado por Hugo de Puiset, o Bispo de Durham em 1189, e ocupado até ou somente em 1191.
Vacante até a Primeira Guerra dos Barões, quando os barões de Northumberland e Iorque fizeram homenagem a ...
- Alexandre II da Escócia, 1215–1217
  - Entregue a Henrique III de Inglaterra, 1217